# إيفلين ليستر
إيفلين ليستر (بالإنجليزية: Eve Lister)‏ هي ممثلة بريطانية (وحملت سابقاً جنسية المملكة المتحدة لبريطانيا العظمى وأيرلندا)، ولدت في 12 ديسمبر 1913 ببرايتون في المملكة المتحدة، وتوفيت في 31 يناير 1997 بلندن في المملكة المتحدة.

## وصلات خارجية
- إيفلين ليستر على موقع IMDb (الإنجليزية)
- إيفلين ليستر على موقع أول موفي (الإنجليزية)
- إيفلين ليستر على موقع كينوبويسك (الروسية)